# Boliqueime
Boliqueime es una freguesia (parroquia) portuguesa del municipio de Loulé, con 41,46 km² de área y una población de 4.473 habitantes (según el INE, censo de 2001), y una densidad de población de 107,9 hab./km².

## Celebridades
- Aníbal Cavaco Silva, presidente de Portugal entre 2006 y 2016, nació aquí en 1939.

- Datos: Q891360
- Multimedia: Boliqueime / Q891360